# 罗密欧龙属
罗密欧龙（学名：Romeosaurus）是亚瓜拉龙亚科沧龙已灭绝的一个属，化石发现于意大利北部晚白垩世早期（土仑阶早期至桑托阶早期）的“拉斯泰姆”岩层。属下包括两个种：索氏罗密欧龙（Romeosaurus sorbinii）与富曼罗密欧龙（Romeosaurus fumanensis）。两个物种中，索氏种化石记录非常零碎，仅发现一具标本且缺乏描述；至于富曼种则从意大利发现过更多标本。属名命名自莎士比亚《罗密欧与朱丽叶》中的角色罗密欧。已发现的标本中，没有一件具有保存足够完好的颅后化石以对其颅后解剖结构做出良好判断。

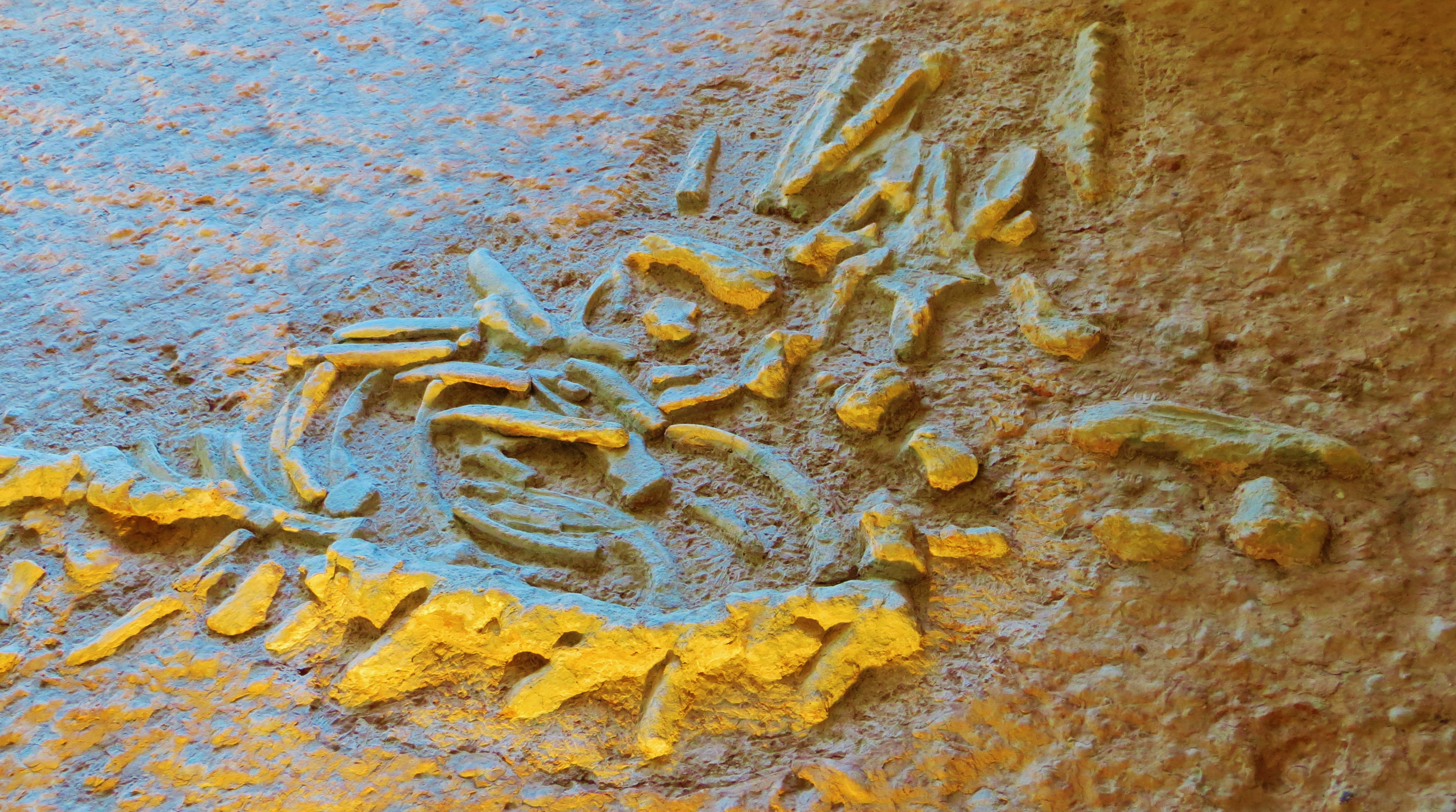
富曼罗密欧龙骨骼